# Ротоити (озеро)
Ротоити (англ. Lake Rotoiti) — озеро тектонического происхождения на Северном острове Новой Зеландии.
Расположено в северо-восточной части острова. Ротоити — одно из трёх озёр, тянущихся цепью от озера Роторуа на северо-восток, ей также принадлежат озёра Ротома и Ротоэху. В Ротоити впадает несколько небольших рек и ручьёв. Озеро, в свою очередь, каналом Охау соединено с озером Роторуа.
Площадь зеркала — 34,3 км². Наибольшая глубина — 93 м, средняя — 34 м. Длина — 15 км, ширина — 3,6 км. Высота поверхности над уровнем моря: 279 м. Сток осуществляется через реку Кайтуна.